# Barwy ciepłe
Barwy ciepłe – subiektywne określenie barw przesuniętych w widmie barwnym w stronę czerwieni.
Określenie to może być bezwzględne (dotyczyć wyłącznie odcieni czerwieni, oranżu i żółcieni), jak i względne: może dotyczyć właściwie każdej barwy chromatycznej bardziej przesuniętej w stronę czerwieni niż barwa subiektywnie odbierana jako „czysta”. Np. zieleń o odcieniu oliwkowym jest uznawana za ciepłą, a o odcieniu szmaragdowym – za zimną, przy czym to przyporządkowanie może się znacznie różnić w zależności od indywidualnych cech percepcji obserwatora. Określenie to może też dotyczyć barw „prawie” achromatycznych, tzn. odcienie szarości również mogą być uznawane za ciepłe, jeśli zawierają domieszkę ciepłych barw lub też będąc absolutnie neutralnymi znajdują się w sąsiedztwie „zimnych” barw.
Na kole barw barwy ciepłe biegną od średniej zieleni poprzez żółcień, oranż i czerwień aż do średniego fioletu.
Określenie barw jako ciepłych jest dokładną odwrotnością pojęcia temperatury barwowej, gdyż barwy uznawane za ciepłe odpowiadają niższym temperaturom barwowym.
W powszechnym pojęciu barwy ciepłe są uznawane za pobudzające, optymistyczne, czasem agresywne. Nie jest to do końca zgodne z empirycznie zweryfikowanym psychologicznym wzorcem działania barw, gdyż ludzie o różnych charakterach mogą na nie reagować odmiennie.